# Whitland
Whitland es un municipio situado en Carmarthenshire, en Gales (Reino Unido). Según el censo de 2021, tiene una población de 1900 habitantes.
Está ubicado al suroeste de Gales, a poca distancia al norte de Swansea y del canal de Bristol.